# Styligi
Styligi (deutsch Stilgen) ist ein Ort in der polnischen Woiwodschaft Ermland-Masuren. Er gehört zur Gmina Bartoszyce (Landgemeinde Bartenstein) im Powiat Bartoszycki (Kreis Bartenstein (Ostpr.)).

## Geographische Lage
Styligi liegt in der nördlichen Mitte der Woiwodschaft Ermland-Masuren, neun Kilometer südöstlich der jetzt auf russischem Hoheitsgebiet gelegenen einstigen Kreisstadt Preußisch Eylau (russisch Bagrationowsk) bzw. zehn Kilometer nordwestlich der heutigen Kreismetropole Bartoszyce (deutsch Bartenstein).

## Geschichte
Gegründet wurde das Vorwerk Stiligen (nach 1454 Stillgen und vor 1785 Stilgen) in der mittleren Ordenszeit. Unter der Bezeichzung „Głomno|Glommen, Anteil Preußisch Eylau“ kam das Vorwerk Stilgen 1874 zum neugebildeten Amtsbezirk Beisleiden (polnisch Bezledy) im ostpreußischen Kreis Preußisch Eylau. Kurze Zeit später – am 21. Juni 1878 – endete die Zugehörigkeit zu Glommen, und Stilgen wurde in den Gutsbezirk Beisleiden eingemeindet.
Am 30. September 1928 wurde Stilgen aus dem Gutsbezirk Beisleiden aus- und in die Landgemeinde Legden (bei Preußisch Eylau) eingegliedert.
In Kriegsfolge kam 1945 das gesamte südliche Ostpreußen zu Polen. Stilgen erhielt die polnische Namensform „Styligi“ und ist heute eine Ortschaft im Verbund der Landgemeinde Bartoszyce (Bartenstein) im Powiat Bartoszycki (Kreis Bartenstein (Ostpr.)), von 1975 bis 1998 der Woiwodschaft Olsztyn, seither der Woiwodschaft Ermland-Masuren zugehörig.

## Kirche
Bis 1945 war Stilgen in die evangelische Kirche Preußisch Eylau (russisch Bagrationowsk) in der Kirchenprovinz Ostpreußen der Kirche der Altpreußischen Union, außerdem in die römisch-katholische Kirche der Kreisstadt im damaligen Bistum Ermland eingepfarrt.
Heute gehört Styligi katholischerseits zur Pfarrei Bezledy (Beisleiden) im jetzigen Erzbistum Ermland, evangelischerseits zur Kirchengemeinde in Bartoszyce (Bartenstein), einer Filialgemeinde der Johanneskirche Kętrzyn (Rastenburg) in der Diözese Masuren der Evangelisch-Augsburgischen Kirche in Polen.

## Verkehr
Styligi ist über eine Nebenstraße von Lejdy (Legden) aus zu erreichen. Ein Bahnanschluss besteht nicht mehr. Bis 1991 (Personenverkehr) bzw. 2000 (Güterverkehr) war Głomno (Glommen) die nächste Station an der Bahnstrecke Głomno–Białystok. Sie wurde im Abschnitt Korsze-Bartoszyce-Głomno stillgelegt.